# Минский теологический колледж имени святого Иоанна Крестителя
Минский богословский колледж имени св. Иоанна Крестителя — католическое богословское учебное заведение в городе Минске . Святой Иоанн Креститель является хранителем школы. Занятия проходят в Христианском центре на ул. Серафимовича, 19.

## История
16 октября 2010 года начал свою деятельность «Центр подготовки катехизаторов» при Минско-Могилевской Архидиоцеза .
30 августа 2013 года Уполномоченный по делам религий и национальностей Леонид Павлович Гуляка вручил Свидетельство о государственной регистрации Колледжа Митрополиту Минско-Могилевскому Архиепископу Тадеушу Кондрусевичу . Духовное учебное заведение было основано митрополитом на базе «Учебного катехизаторского центра». Директором колледжа был назначен о. Доктор Ян Кремис  . Занятия сначала проходили в Красной костёле в Минске, сегодня в Христианском центре.

## Направления
- Группа «А» (теология) предназначена для лиц, желающих углубить свою веру и знания, изучая католическое богословие и другие предметы согласно учебной программе. Учащиеся этой группы получают диплом об окончании колледжа без квалификации.
- Группа «Б» (Теология + Катехизация) предназначена для лиц, желающих служить в приходах в качестве катехизатора (преподавателя катехизиса) после окончания учебы. Студенты этой группы, помимо изучения богословия, имеют возможность приобрести углубленные знания в области практических методов катехизации, существующих в католической церкви.
- Группа «С» (теология + церковное пение) предназначена для лиц, желающих служить в приходах в качестве кантора (певческого директора) после окончания колледжа. Студенты этой группы, помимо изучения богословия, имеют возможность приобрести углубленные знания в области организации богослужебного пения.
- Группа «Д» (теология + СМИ) предназначена для лиц, желающих после окончания колледжа служить в церковных СМИ в качестве сотрудника КСМк (католические СМИ). Студенты этой группы, помимо изучения богословия, имеют возможность приобрести углубленные знания в области массовых коммуникаций.
- Группа «Е» (теология + религиозный туризм) предназначена для лиц, желающих после окончания колледжа служить в церковных структурах куратором паломнических поездок. Студенты этой группы, помимо изучения богословия, имеют возможность приобрести углубленные знания в области религиозного туризма [3] .

Студенты III курса, в зависимости от группы (В, С, D, Е), помимо предметов, предусмотренных программой обучения, посещают лекции, дающие возможность получить соответствующую квалификацию (катехизатор, делопроизводитель, работник КСМК, куратор паломнических поездок)  .

## Абитуриенты
Обучение в колледже продолжается в течение трех лет (с сентября по июнь). Форма обучения – заочная. После окончания колледжа студенты получают диплом с указанием присвоенной им квалификации. Обучение в колледже бесплатное.
| Год/человек | Поступило | Выпускники |
| 2018        | 18        | ?          |
| 2019        | ?         | 10         |
| 2020        | ?         | 11         |
| 2021        | ?         | 8          |

## Учителя
- епископ Александр Яшевский .
- о. Дмитрий Барила.
- о. Юрий Решетко.
- Алена Шимак.
- о. Владимир Марушевский.
- о. Павел Эйсмант.
- о. Евгений Винтов.

## Директора
- о. Ян Кремис (с 2013 г.).